# Cranbourne, Berkshire
Cranbourne är en by i kommunen Bracknell Forest i Berkshire grevskap i England. Byn är belägen 21,6 km 
från Reading. Orten har 1 086 invånare (2015).